# Осмаев, Мовла Камилович
Мовла Камилович Осмаев (род. 15 августа 1955, Киргизская ССР) — российский чеченский журналист, историк и государственный деятель. Главный редактор газеты «Гумс» (1986—1995), глава администрации Гудермесского района (1995—1996), министр культуры Чечни (2000—2007). Кандидат экономических наук, доктор исторических наук, профессор кафедры журналистики Чеченского государственного университета.

## Биография
Родился 15 августа 1955 года в Киргизской ССР.
В 1975—1980 годах обучался на факультете журналистики Московского государственного университета. После обучения был отправлен по распределению в районную газету «Красное знамя» в Гудермесском районе. В 1981—1986 годах заочно обучался на экономическом факультете Горского сельскохозяйственного института во Владикавказе.
С октября 1986 года по март 1995 года являлся главным редактором газеты «Красное знамя» (с 1991 года — «Гумс»). При нём газета выступала с позиций, оппозиционных Джохару Дудаеву. В октябре 1994 года Осмаев был арестован на месяц.
После начала первой чеченской войны и перехода Гудермесского района под контроль федеральных сил Осмаев был назначен главой района и занимал эту должность в 1995—1996 годах.
В 1996—1999 годах жил в Москве, являлся директором издательства «Мир книги» и главным редактором газеты «Мир печати». В ноябре 1999 года был одним из основателей московской радиостанции «Чечня свободная».
После начала второй чеченской войны вошёл в команду Ахмата Кадырова. В 2000—2007 годах являлся министром культуры Чечни. В 2007—2010 годах руководил управлением Федеральной службы по надзору в сфере природопользования (Росприроднадзора) по Чечне.
В 2003 году заочно окончил аспирантуру при Российской академии государственной службы (сейчас Российская академия народного хозяйства и государственной службы, РАНХиГС), защитил диссертацию «Инвестиционные проблемы развития сферы культуры» и получил учёную степень кандидата экономических наук.
В 2006—2009 годах обучался на юридическом факультете Махачкалинского института финансов и права, окончил с отличием. В мае 2013 года окончил докторантуру при РАНХиГС. В 2022 году в Чеченском государственном университете (ЧГУ) защитил диссертацию «Вклад тружеников тыла Чечено-Ингушской АССР в победу в Великой Отечественной войне 1941—1945 гг.» и получил учёную степень доктора исторических наук.
С 2006 года являлся доцентом кафедры журналистики ЧГУ, с 2023 года является профессором там же. Преподаёт дисциплины «Экономика и менеджмент СМИ», «Правовые основы журналистики» и «История журналистики».

## Научная деятельность
Область научной деятельности — культура чеченского народа, межнациональные отношения, образование и духовно-нравственное воспитание населения.
Является автором 76 научных статей и публикаций, входящих в РИНЦ, в том числе 4 — в ядро РИНЦ; индекс Хирша по РИНЦ — 3, число цитирований — 103.

## Награды и признание
- Член Союза журналистов России и Союза писателей России[1].
- Почётное звание «Заслуженный работник культуры Чечено-Ингушской АССР» (1991)[1].
- Почётное звание «Заслуженный работник культуры Российской Федерации» (2003)[1].
- Медаль «За заслуги перед Чеченской Республикой» (2004)[1].
- Почётное звание «Почётный гражданин Чеченской Республики» (2005)[1].
- Орден Дружбы (2007)[1][7].